# Hinko Smrekar
Hinko Smrekar (Ljubljana, 13. srpnja 1883. – Ljubljana, 1. listopada 1942.), slovenski slikar i grafičar.
Studirao je u Beču. U Ljubljani je surađivao u humorističkim časopisima Osa i Kurent, u kojima je objavio niz satiričnih karikatura obrušavajući se na političke i socijalne nepravde, korupciju i malograđanstvo. Ilustrirao je narodne priče i pjesme te Levstikova djela. Sudjelovao je u pokretu otpora. Strijeljali su ga talijanski fašisti. 